# Municipalité d'Agua Dulce
Pour les articles homonymes, voir Agua Dulce.
La municipalité d'Agua Dulce est l'une des 212 municipalités de l'État de Veracruz, et est située à l'extrémité sud-est de cet État, sur le golfe du Mexique, à la limite avec l'État de Tabasco. Établie sur la rive occidentale de l'embouchure du fleuve Río Tonalá, sa capitale est la ville éponyme d'Agua Dulce. Elle fait partie de l'isthme de Tehuantepec, dont elle occupe la rive nord. Elle fait également partie de la Région Olmeca, qui est l'une des subdivisions administratives de l'État de Veracruz.

## Géographie

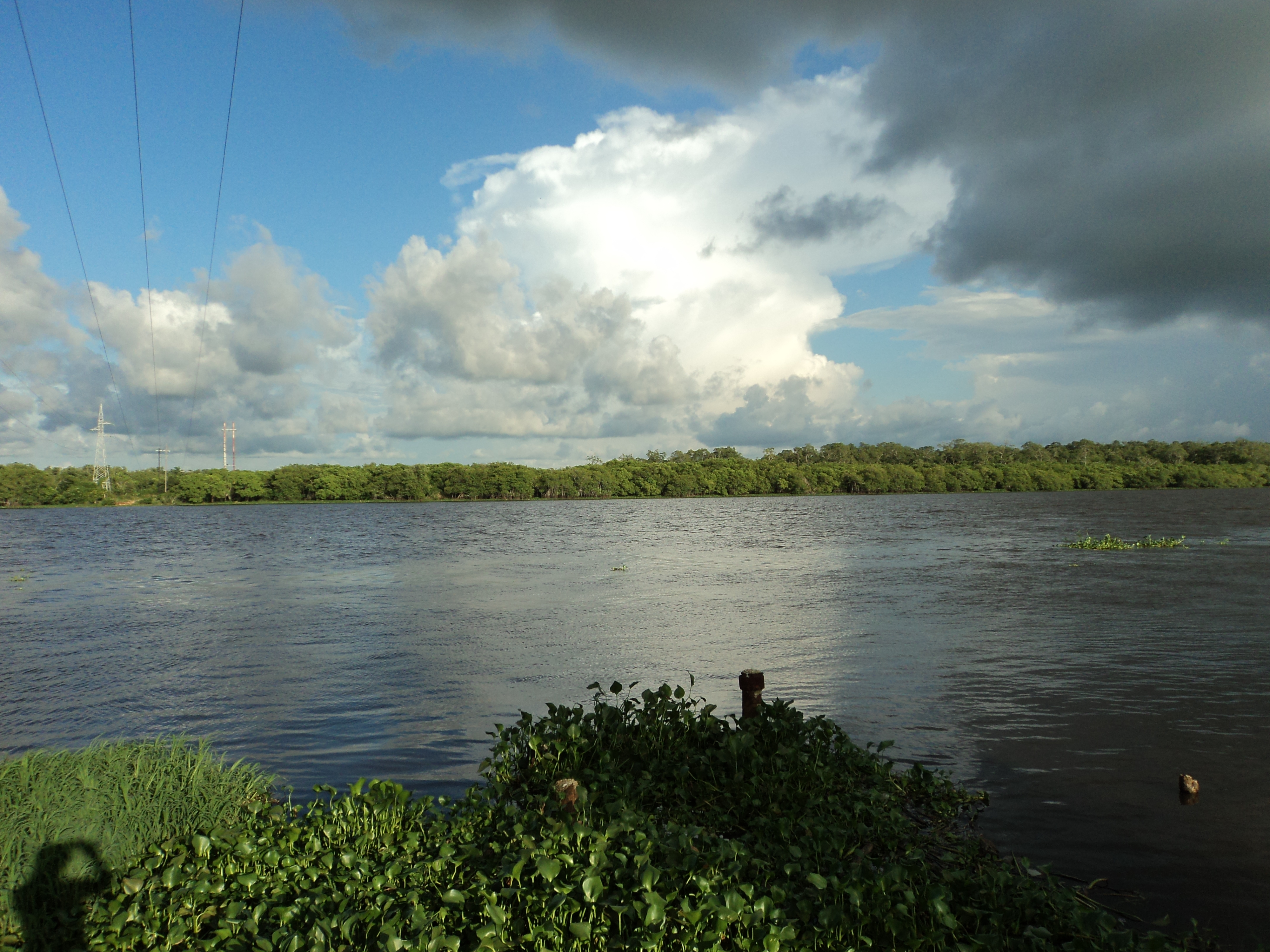
Le Río Tonalá

La municipalité d'Agua Dulce s'étend du nord au sud le long de la rive occidentale du Río Tonalá, qui sert de frontière entre les États de Veracruz à l'ouest et de Tabasco à l'est. D'une superficie de 372 km2 et d'une population en 2010 de 46 010 habitants, sa densité est de 123, 7 habitants par km2. Son chef-lieu est la ville éponyme d'Agua Dulce. Elle est limitrophe à l'ouest, dans l'État de Veracruz, de la municipalité de Coatzacoalcos, au sud-ouest de celle de Moloacán, au sud de celle de Las Choapas, et à l'est, dans l'État de Tabasco, de celles de Huimanguillo et de Cárdenas. Elle est bordée au nord par le golfe du Mexique.
Elle est établie au sein d'une vaste plaine côtière, drainée par le Río Tonalá et ses affluents, et délimitée bien plus au sud par les massifs montagneux de la sierra Madre de Oaxaca et de la sierra Madre de Chiapas. Elle se trouve au nord de l'isthme de Tehuantepec, dont la porte d'entrée principale est le Río Coatzacoalcos et sa ville portuaire éponyme, plus à l'ouest.

## Composition et démographie
La municipalité est composée en 2010 de 66 localités, dont 2 sont considérées comme urbaines, les autres étant rurales.
| Localité                               | Population |
| -------------------------------------- | ---------- |
| Agua Dulce                             | 36 079     |
| El Muelle (Gavilán Norte)              | 3370       |
| Tonalá                                 | 2005       |
| El Encanto (Ejido el Encanto Pesquero) | 754        |
| Los Manantiales                        | 651        |
| Reste des localités                    | 3151       |
| Total population                       | 46 010     |

En plus de l'espagnol, plusieurs langues amérindiennes sont parlées dans la municipalité, dont les principales sont par ordre d'importance : le zapotèque, le mixtèque, le nahuatl et le maya.

## Histoire
Le premier noyau urbain est fondé en 1911, lorsque la société "El Águila", propriété de Weetman Pearson y entame une activité en lien avec le secteur pétrolier naissant.
La localité d'Agua Dulce est élevée en 1934 au statut de congrégation (congregación) ; elle dépend alors de la municipalité de Coatzacoalcos, qui se nomme à cette époque "Puerto México".
La localité d'Agua Dulce est élevée en 1984 au statut de ville, tandis que la municipalité éponyme est créée en 1988 et qu'Agua Dulce en devient le chef-lieu.

## Économie

### Agriculture et élevage
La superficie des parcelles semées représentait en 2014 un total de 2114 hectares, parmi lesquels 1245 hectares étaient voués à la culture du maïs, 110 hectares à celle de l'hévéa et 693 hectares voués à la culture du cocotier, pour la récolte du coprah.
En 2014, la production de viande par tonnes comprenait 1092,1 tonnes de viande bovine, 323,5 tonnes de viande porcine, 51,2 tonnes de viande ovine, 42 821,8 tonnes de volaille, et 22,4 tonnes de dinde. La superficie vouée à l'élevage représentait alors 18 379 hectares.

### Pétrochimie
Des sondages, au lieu-dit El Rabasa, en vue d'une exploitation pétrolière étaient en cours en 2019. Ceux-ci devaient dans un premier temps passer au travers d'une couche de sel, à 2000 à 3000 mètres de profondeur, avec la possibilité de descendre jusqu'à 7500 mètres. Cette couche de sel était jusqu'alors un obstacle, qui entraînait l'abandon des puits en cours de forage.